# Berkeley, California
Berkeley este un oraș situat în zona Golfului San Francisco, comitatul Alameda County, din nordul statului California, SUA. Orașul se întinde pe suprafața de 45,9 km²; în anul 2008 avea 106.697 loc. Berkeley adăpostește un sediu (campus) al Universității din California.

## Personalități marcante
- Dana Scott (n. 1932), matematician, informatician;
- Victoria Chick (n. 1936), cercetătoare;
- Frank Chin (n. 1940), scriitor;
- John Cipollina (1943 - 1989), muzician;
- Chris Carmichael (n. 1960), ciclist;
- Melissa Sue Anderson (n. 1962), actriță;
- Billie Joe Armstrong (n. 1972), muzician (Green Day);
- Mike Dirnt (n. 1972), muzician (Green Day);
- Ben Affleck (n. 1972), actor;
- Rockmond Dunbar (n. 1973), actor;
- John Fogerty, muzician (Creedence Clearwater Revival)
- Tom Fogerty, muzician (Creedence Clearwater Revival)
- Karen Grassle, actriță
- Ursula K. Le Guin, scriitoare
- Nina Hartley, actriță porno
- James Ivory, regizor
- Phil Lesh, muzician Grateful Dead
- Aina Kemanis, muzician
- Kathleen Kennedy, producător de filme
- John McCracken, artist
- Mike Mignola, autor și caricaturist
- Ed Quinn, actot
- Joshua Redman, muzician
- Christopher Rice, Schriftsteller
- Nicole Richie, model
- Rebecca Romijn, model și actriță
- Andy Samberg, comic, producătorul filmului (The Lonely Island)
- Alex Skolnick, muzician
- Grace Upshaw, atletă
- Ernie Wasson, botanist;